# Дугержаа, Алексей Артаевич
Алексей Артаевич Дугержаа (1925—2008) — один из ярких представителей тувинской журналистики прошлого столетия, отдавший лучшие годы творческой жизни развитию печати, телевидения и радио Тувы.

## Биография
Родился в начале 1925 года в местечке Кара-Суг (на территории современного Чаа-Хольского кожууна) в семье простого труженика. В 1941 году шестнадцатилетнего парня избрали секретарем Ак-Туругского сумонного комитета революционного Союза молодежи. Проявлял свои организаторские способности и серьезное отношение к работе во время Великой Отечественной войны, активный участник агитационной работы по оказанию помощи героической Красной Армии — сбор скота, продуктов питания, теплой одежды. В то время везде шло обучение молодежи военному делу, и Дугержаа стал батальонным комиссаром ополчения в Ак-Туруге, ему присвоили воинское звание младшего лейтенанта. В мае 1944 года назначили заведующим отделом пропаганды и агитации Чаа-Хольского комитета революционного Союза молодежи. После войны, в середине 1945 года, А. А. Дугержаа, окончив полугодовые курсы при областном комитете партии, назначен первым секретарем Тес-Хемского райкома комсомола. В 1947 году учился в областной партийной школе, до 1952 года работал инструктором тувинского обкома ВЛКСМ, консультантом Дома политпросвещения, в 1952—1954 годах был 3-м секретарем обкома комсомола, заместителем редактора межрайонной газеты «За коммунистический труд», а с сентября 1969 по июль 1980 года — редактором Кызылской студии телевидения.

## Деятельность
Его журналистская деятельность началась в 1947 году. Работал переводчиком в редакции газеты «Тувинская правда», помимо этого сотрудничал с редакциями газет «Шын», «Тыванын аныяктары», «Сылдысчыгаш», «Сталинское время». Многие годы работал в редакции газеты «Шын», заведовал отделами партийной жизни, пропаганды. Им опубликованы репортажи, корреспонденции, статьи об ударном труде передовиков производства, опыте работы, критикуя недостатки в повседневной жизни. Он — активный участник общественной жизни г. Кызыла и республики, подготовки к изданию Государственной книги «Заслуженные люди Тувы XX века», часто выступал на страницах республиканских газет и в телерадиопередачах на различные темы и истории Тувы. В 1958 году А. А. Дугержаа вступил в Союз журналистов СССР. В 1963 году окончил факультет журналистики Высшей партийной школы при ЦК КПСС. Был заместителем председателя правления республиканской правозащитной общественной организации «Мемориал», членом президиума Кызылского городского совета ветеранов войны и труда, председателем ассоциации переводчиков Тувы. Его большим трудом является перевод на русский язык фундаментального научного труда М. Кенин-Лопсана «Тыва улустун бурунгу ужурлары», где известный ученый и писатель подробно рассказал об обычаях и традициях тувинского народа с древних времен до наших дней. По распоряжению Министерства образования и науки РТ этот труд рекомендован в качестве учебного пособия учащимся старших классов средних общеобразовательных школ.

## Награды и звания
- Заслуженный работник Республики Тува (1993)
- медаль «За доблестный труд в годы Великой Отечественной войны 1941—1945 годов»

## Семья
Жена — Галина Темир-ооловна; труженица культуры и искусства, за заслуги перед Тувой и ее народом в 2001 году внесена в Государственную книгу «Заслуженные люди Тувы XX века», ей вручена Золотая грамота. Алексей Артаевич и Галина Темир-ооловна вырастили и воспитали троих детей, много внуков. Старшая дочь, Ольга Маланова, почти всю жизнь проработала диктором на телевидении и в радиоэфире, ей было присвоено почетное звание «Заслуженная артистка Тувинской АССР». Младшая дочь, Лариса Дугержаа, работает в здравоохранении, а сын Михаил — в республиканском музыкально-драматическом театре заведует постановочным цехом.